# Rekshyn
Rekshyn (ucraniano: Ре́кшин) es un pueblo de Ucrania, perteneciente al municipio rural de Naráyiv, en el raión de Ternópil de la óblast de Ternópil.
En 2001, el pueblo tenía una población de 468 habitantes.
Se ubica unos 5 km al noreste de la capital municipal Naráyiv, a orillas del río Zolota Lipa y cerca del límite con la óblast de Leópolis.

## Historia
Antes de la formación del actual municipio de Naráyiv en 2019, el pueblo era sede de un consejo rural en el raión de Berezhany. El consejo rural incluía como pedanías a Dvirtsí, Pýsarivka, Potochany y Stryhantsi.